# Беларус 24
Беларус 24 е първи и единствен международен спътников телевизионен канал на Беларус, който се излъчва денонощно извън страната. Основан е на 1 февруари 2005 година. Собственост на Националната държавна компания за радио и телевизия на Република Беларус.